# Ворхаут
Ворха́ут (нід. Voorhout; - [ˈvoːrɦʌut] ( прослухати)) — село у нідерландському муніципалітеті Тейлінген, у провінції Південна Голландія. Розташоване між Сассенхеймом і Нордвейком, у так званому «регіоні дюн і тюльпанів». До 1 січня 2006 року Ворхаут був окремим муніципалітетом. У сучасному Ворхауті розташована муніципальна рада Тейлінгена.

## Історія
Точна дата заснування Ворхаута невідома, перша згадка датована травнем 988 року, коли, згідно літопису Егмондського абатства, граф Голландії Дірк II передав абатству церкву у поселенні Форанхолте (Foranholte). Це поселення розташовувалося на перетині шляхів Ліссе — Угстгест та Катвейк — Сассенхейм. Поселення не мало фактичного центру, це була лісиста місцевість, заселена кількома сотнями мешканців, переважно, фермерів.
Наступного разу Форанхолте згадується у листі до імператора Священної Римської імперії Генріха IV від його васала, єпископа Утрехтського, під управління якого перейшла кам'яна церква із каплицею у Форанхолте.
У Середні віки в околицях Ворхаута мешкали представники кількох шляхетних родин — Нагел, Букхорст і ван Тейлінген. У XIV столітті родина Букхорст збудувала тут замок Букхорстбург або Букенбург, зруйнований під час «війни гачків і тріски». Ван Тейлінгени мешкали у замку Тейлінген (з 2006 року розташований на території Сассенхейма), який, через смерть останнього представника Тейлінгенів, наприкінці XIII століття перейшов у власність графів Голландських.
Втім, власне Ворхаут був дуже невеликим поселенням. У XV столітті тут було лише 40 господ, де мешкало 160 осіб. Мешканці були досить бідні, лише 29 родин сплачувало податки. Наприкінці XVIII століття тут мешкав 331 житель. Після початку окупації Нідерландів Французькою республікою, Ворхаут став муніципалітетом, проте після звільнення країни від французів на деякий час об'єднався із сусіднім Сассенхеймом в одне місто. З 1818 року Ворхаут знову виокремився, населення тогочасного муніципалітету складало близько 400 осіб.

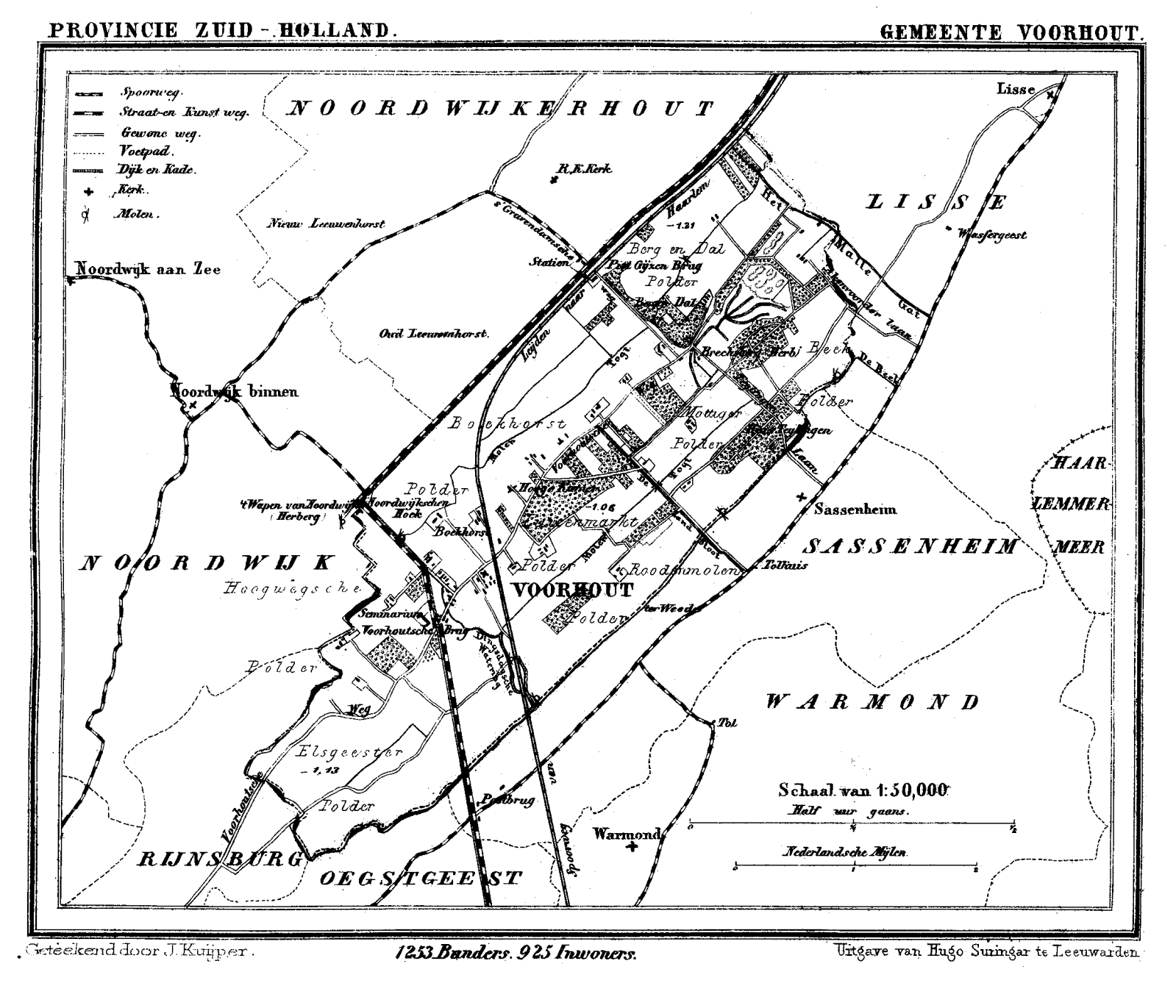
Ворхаут на мапі 1867 року

У середині XIX століття почалося зростання населення і, відповідно, розширення меж Ворхаута. Втім, мешканців все ще було вельми мало, тому з 1860 року по 1920 рік Ворхаут не мав свого власного бургомістра і підпорядковувався бургомістру Угстгеста. У 1880 році тут мешкало 1100 осіб. Наприкінці XIX століття значний стимул розвитку міста дало повторне (після відомої тюльпаноманії XVII століття) зростання популярності тюльпанів. У Ворхауті почали промислово вирощувати тюльпани, за двадцять років площа посадок зросла втричі, з 61 гектара до 170 гектарів. Близько 1940 року плантації тюльпанів займали площу у 245 гектарів. З тих часів кожної останньої суботи квітня у Ворхауті проводиться фестиваль квітів.
У 1950-х роках почалася активна урбанізація Ворхаута. Міські дороги та вулиці розширювалися, встановлювалося вуличне освітлення, зводилися нові житлові будинки, відкривалися нові магазини і школи. У 1983 році був зведений новий житловий масив Остхаут (нід. Oosthout) із 1600 будинками, а за десять років, у 1993-му році — аналогічний житловий масив Хог-Тейлінген (нід. Hoogh Teijlingen).
Наприкінці XX століття почався значний ріст населення:
- на 1 січня 1960 року — 4 784 особи;
- на 1 січня 1970 року — 6 431 особа;
- на 1 січня 1980 року — 6 981 особа;
- на 1 січня 1990 року — 9 887 осіб;
- на 1 січня 2000 року — 13 557 осіб.

У 1988 році Ворхаут святкував свій 1000-річний ювілей.
1 січня 2006 року Ворхаут, разом із сусідніми селами Сассенхейм і Вармонд, об'єднався у муніципалітет Тейлінген.

## Транспорт
У 1842 році через Ворхаут пройшла залізниця Амстердам — Гарлем — Роттердам, але окрему залізничну станцію тут збудували лише 1893 року. Певний час потяги зупинялися тут лише за необхідності, а 17 вересня 1944 року станцію було зачинено. Однак, зростання муніципалітету обумовило відкриття нової станції, що і сталося 1 березня 1997 року. Станція берегового типу, має дві платформи. Тут зупиняється лише один приміський потяг Sprinter, що курсує двічі на годину за маршрутом Гаага — Лейден — Гіллегом — Гарлем.
На заході від Ворхаута проходить автошлях N444 на Угстгест і Нордвейк.
По місту курсують міжміські автобусні маршрути:
- № 57 (в один бік — на Лейден, Угстгест, Сассенхейм, в інший — на Нордвейкерхаут, Де-Зілк, Гіллегом, Бейнсдорп, Ньїв-Веннеп)[4].
- № 361 (в один бік — на Нордвейк, в інший — на Сассенхейм, Ліссе, Гіллегом, Де-Хук, аеропорт Схіпгол)[5].

## Пам'ятки
На території Ворхаут розташовано 14 національних пам'яток, серед яких найцікавішими є:
- вітряк Hoop Doet Leven (1783 р.),
- церква Kleine Kerk (XIV століття),
- будинок, де народився Герман Бургаве.

Також є 14 пам'яток місцевого значення, серед яких — римо-католицька церква святого Варфоломея та будинки кінця XIX — початку XX століть.

### Галерея

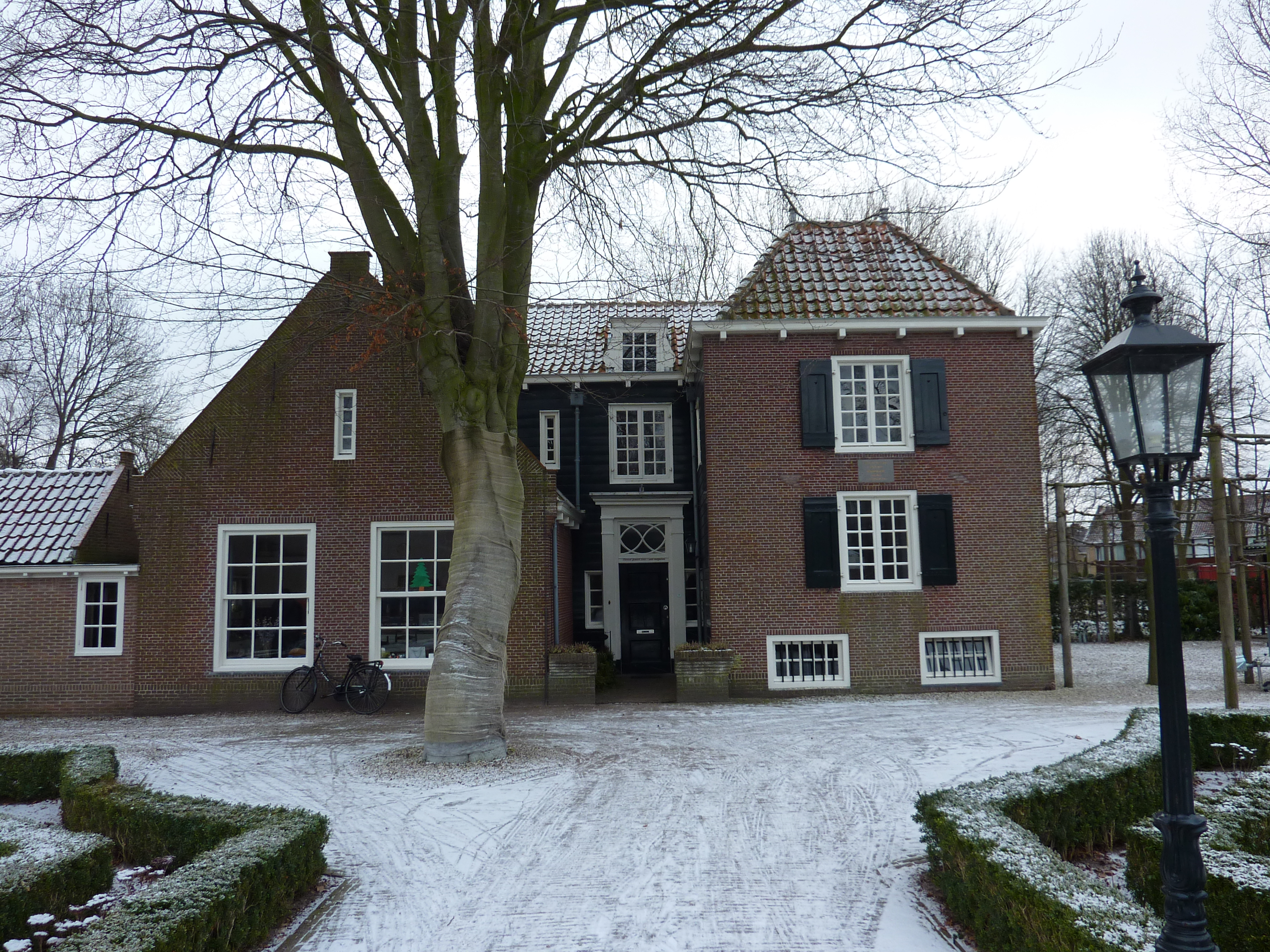
Будинок, де народився Герман Бургаве
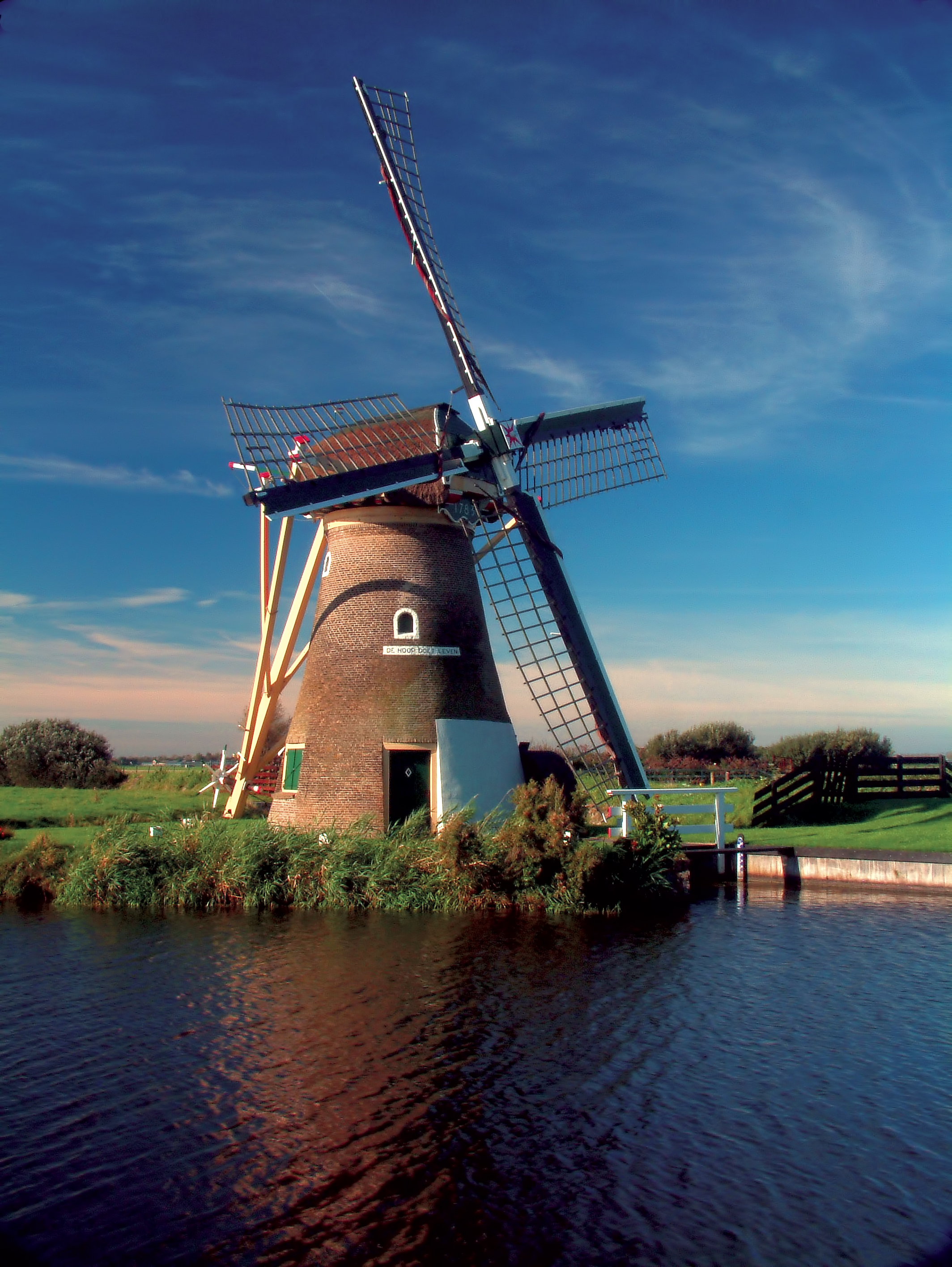
Вітряк Hoop Doet Leven
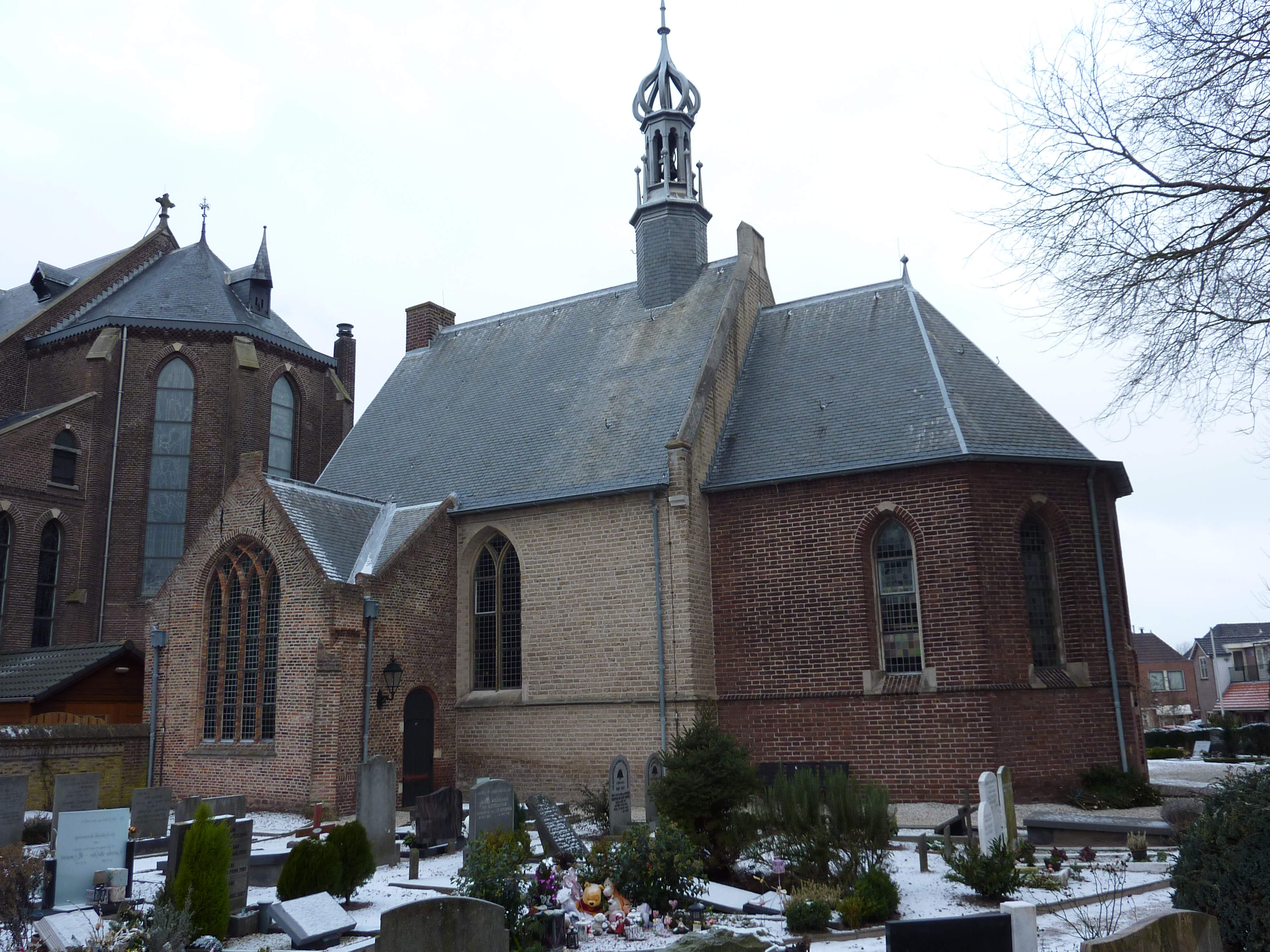
Церква Kleine Kerk
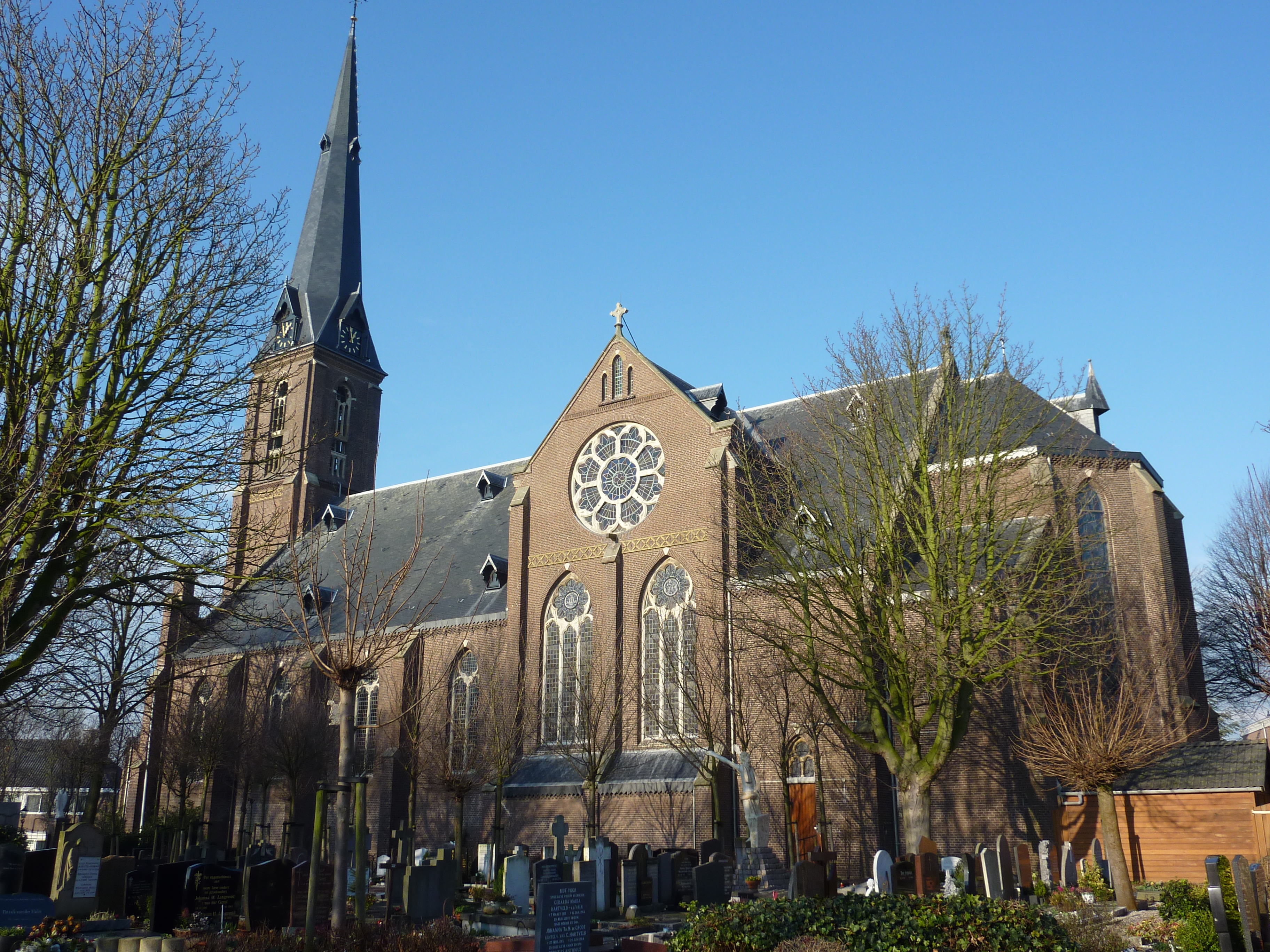
Церква святого Варфоломея

## Видатні мешканці
- Герман Бургаве — видатний нідерландський лікар, ботанік, фізик і філософ. Народився у Ворхауті.
- Едвін ван дер Сар — нідерландський футболіст, воротар англійського клубу «Манчестер Юнайтед». Народився і мешкав у Ворхауті.
- Роб ван Дейк[en] — нідерландський футболіст, воротар. Народився у Ворхауті.
- Труус ван Алтен[en] — нідерландська акторка, знімалася переважно у німецьких фільмах 1920-х—1930-х років. Мешкала у Ворхауті з 1954 року.
- Євгеній Маріус Уленбек[en] — нідерландський лінгвіст та індолог, помер у Ворхауті.